# Calliephialtes grapholithae
Calliephialtes grapholithae är en stekelart som först beskrevs av Cresson 1890.  Calliephialtes grapholithae ingår i släktet Calliephialtes och familjen brokparasitsteklar. Inga underarter finns listade.